# Barthold Nihus
Barthold oder Berthold Nihus (auch Neuhaus, Niehus oder Nihusius; * 7. Februar 1590 in Holtorf bei Nienburg (Weser); † 10. März 1657 in Erfurt) war ein deutscher römisch-katholischer Bischof.

## Leben
Nihus besuchte die Schulen von Goslar und Verden. Er studierte ab 1607 Philosophie und Medizin an der Universität Helmstedt. Dort befreundete er sich mit Georg Calixt, der ihn förderte, bis es mit Nihus’ Konversion zum Bruch kam. Seine Graduierung zum Magister erfolgte dort 1612. Anschließend kam er als Erzieher zweier Söhne aus dem Geschlecht Schenk von Flechtingen an die Universität Jena. Mit seinen Schützlingen reiste er 1614 nach Köln, anschließend nach Leiden und Antwerpen. 1616 folgte er einem Ruf als Prinzenerzieher an den Weimarer Hof. Dort war er unter anderem Lehrer von Bernhard von Sachsen-Weimar.
Nihus bekam in Weimar Zweifel an den Lehren der Reformation. 1622 ging er nach Köln. Dort trat er zum katholischen Glauben über. Er empfing die Priesterweihe und wurde 1627 zunächst Propst des Zisterzienserinnenklosters Althaldensleben und 1629 Abt des kurzzeitig wiederbesetzten Prämonstratenserklosters Ilfeld. 1631 wurde er Kanoniker an der Heilig-Kreuz-Kirche in Hildesheim. 1632 musste er vor dem Krieg über Osnabrück, Münster und Köln nach Amsterdam fliehen. Er wurde dort als Seelsorger aktiv und pflegte Umgang mit Gerhard Johannes Vossius. Außerdem stand er in Kontakt mit Leo Allatius, Jacob Balde und Ferdinand von Fürstenberg.
Nach seiner Konversion entwickelte Nihus eine umfangreiche kontroverstheologische Tätigkeit, die sich insbesondere gegen seinen früheren Weggefährten Georg Calixt richtete. Dieser war im orthodox-lutherischen Lager wegen seiner irenischen Position im Konfessionsstreit umstritten. 1632 forderte Nihus die Helmstedter Professoren Calixt und Hornejus direkt heraus mit seiner Schrift Ars nova, in der er erklärte, nicht der althergebrachte Glaube müsse bewiesen werden, die Beweislast liege vielmehr allein bei den Protestanten. Daraus entspann sich eine jahrelange publizistische Kontroverse.
Nihus trat 1642 in den Dienst des Kurfürsten und Erzbischofs von Mainz Johann Philipp von Schönborn. Er begleitete ihn als Berater, unter anderem zu Reichstagen. Am 6. Juni 1655 erfolgte seine Bischofsweihe als Titularbischof von Misenum. Er wurde als Weihbischof für den thüringischen Teil des Erzbistums Mainz in Erfurt eingesetzt. Dort starb er und wurde im Erfurter Dom beigesetzt.

## Werke (Auswahl)
- Ars Nova dicto s. Scripturae unico lucrandi ex Pontificiis plurimos in partes Lutheranorum, detecta nonnihil et suggesta theologis Helmstadiensibus, G. Calixto praesertim et Conr. Hornejo, Hildesheim, 1633.
- Apologeticus Pro Arte Nova Contra Andabatam Helmstetensem, Egmond, Köln 1640.
- Facula in Conradi Horneii gratiam accensa, Kinck, Köln 1641.
- Anticriticus de fabrica crucis Dominicae, Knick, Köln 1644.
- De cruce: epistola ad Thomam Bartholinum est anticritici, anno 1644 vulgati, prosequutio, Kalcov, Köln 1647.
- Hypodigma quo diluuntur non nulla contra catholicos disputata in Cornelii Martini tractatu de analysi logica, Kalcov, Köln 1648.
- Tractatus De Sophisticis Elenchis: Ante annos complures in Academia Iulia propositus Müller, Helmstedt 1676.